# Giuseppe Gabellone
Giuseppe Gabellone (Brindisi, 1973) è un fotografo e scultore italiano.

## Biografia
Gabellone inizia i suoi studi all'Accademia di Belle Arti di Bologna proseguendoli all'Accademia di Brera a Milano fino al 1995. Frequenta in entrambe le città il corso di Alberto Garutti.
La mostra collettiva We are moving (1994) allo spazio Viafarini di Milano, raggruppa alcuni studenti che danno vita al cosiddetto gruppo di Via Fiuggi, tra cui Gabellone.
Nel catalogo pubblicato in occasione della sua mostra personale al Museum of Contemporary Art, Chicago, Francesco Bonami, il curatore, descrive le opere di Gabellone come «strutture laboriosamente artigianali – alcune raffinate e minimali, altre biomorfe e materiche – che [Gabellone] spesso distrugge poco dopo averle fotografate. Queste immagini sono in stretta relazione con la fotografia documentaria e con le idee di presenza e assenza».